# Tom Boswell
Tom Boswell é um ex-jogador de basquete norte-americano que foi campeão da Temporada da NBA de 1975-76 jogando pelo Boston Celtics.